# Stazione di Mossley West
La stazione di Mossley West ( in inglese britannico Mossley West railway station) è una stazione ferroviaria che fornisce servizio a Newtownabbey e dintorni, contea di Antrim, Irlanda del Nord. Attualmente l'unica linea che vi passa è la Belfast-Derry. La stazione fu aperta nel 2001 e ristrutturata nel 2008, nell'ambito del piano di rinnovamento della linea promosso dalla NI Railways. In particolare è stato creato l'accesso per disabili, migliorate le panchine, la segnaletica e l'illuminazione. Sebbene Whiteabbey sia tecnicamente la fermata successiva, spesso un solo treno al giorno, della linea Belfast-Derry vi fa fermata. Generalmente la maggior parte dei treni si ferma a Yorkgate.

## Treni
Dal settembre 2009, da lunedì a sabato c'è un treno ogni due ore, per direzione, verso o la stazione di Belfast Great Victoria Street o quella di Londonderry, con servizi aggiuntivi durante le ore di punta. Ci sono cinque treni giornalieri per direzione durante la domenica. Tutti i servizi sono forniti dall'operatore ferroviario nordirlandese, la Northern Ireland Railways.

## Servizi ferroviari
- Belfast-Derry

## Servizi
- Biglietteria self-service
- Capolinea autolinee extraurbane
- Sottopassaggio
- Servizi igienici